# Roger Feutmba
Roger Feutmba (ur. 31 października 1965 w Duali) – kameruński piłkarz, występował na pozycji ofensywnego pomocnika.

## Życiorys
W latach 1985–1991 był zawodnikiem Unionu Duala. Po Mistrzostwach przeszedł do belgijskiego KV Kortrijk i grał tam do roku 1996. Później zdecydował się na transfer do Mamelodi Sundowns. Grał z nim w Afrykańskiej Lidze Mistrzów i nieoczekiwanie odpadł w drugiej rundzie rozgrywek, w meczu z US Stade Tamponnaise (klub z Reunionu). W sezonie 2002/2003 był asystentem trenera w tym klubie, a później został pierwszym trenerem. W 2005 roku natomiast trenował swój macierzysty klub Union Douala.
Był w kadrze na Mistrzostwach Świata w 1990 roku, jednak cały turniej musiał przesiedzieć na ławce rezerwowych. Ma za sobą udział w Pucharze Narodów Afryki 1992, na którym Kamerun zajął 4. miejsce, przegrywając w meczu o trzecie miejsce z Nigerią. Łącznie w reprezentacji Kamerunu rozegrał 40 meczów.

## Sukcesy
- Zdobywca Pucharu Kamerunu (1985)
- Mistrz Kamerunu (1990)
- Czterokrotny mistrz Republiki Południowej Afryki